# Chi Cắt lùn
Chi Cắt lùn (danh pháp khoa học: Polihierax) là một chi chim trong họ Họ Cắt, là dạng cắt nhỏ săn bắt sâu bọ, bò sát, các loài chim và động vật có vú nhỏ.

## Các loài
Cho đến năm 2015 chi này được coi là chứa 2 loài như liệt kê dưới đây.
- Polihierax insignis: Cắt nhỏ họng trắng hay cắt nhỏ hông trắng. Dài 23–28 cm, nặng 85-110 g, sải cánh 45–50 cm, phân bố ở Đông Nam Á, bao gồm Campuchia, Lào, Myanmar, Thái Lan và Việt Nam.
- Polihierax semitorquatus: Cắt lùn châu Phi. Dài 18–21 cm, cân nặng 45-70 g, sải cánh 35–40 cm, phân bố ở châu Phi, từ Nam Sudan tới Somalia kéo dài về phía nam tới Uganda và Tanzania.

Fuchs et al. (2015) phát hiện ra rằng hai loài Polihierax không có quan hệ họ hàng gần, với cắt lùn châu Phi có quan hệ họ hàng gần với Microhierax còn cắt nhỏ họng trắng có quan hệ họ hàng gần với các loài Falco hơn. Như thế, cắt nhỏ họng trắng được đặt trong chi đơn loài Neohierax (Swann, 1922), với danh pháp tương ứng được đổi thành Neohierax insignis.